# 留萌市立港南中学校
留萌市立港南中学校（るもいしりつこうなんちゅうがっこう）は、北海道留萌市にある公立（市立）の中学校である。
2023年5月現在の学校基本台帳では生徒数132人。
1950年の開校当初は1,752人。

## 沿革
- 1950年（昭和25年）5月1日 - 開校[1]
- 1962年(昭和37年)北光中学開校、生徒数1,204人。
- 1973年、本校野球部が全道大会初優勝。(以後優勝を重ね、留萌中学、鹿部中学、羽幌中学に次ぐ道内4位の勝利数を挙げている。)
- 1985年、全国中学体育大会で本校野球部が北海道勢初のベスト4。
- 1994年、本間満がダイエーからドラフト3位指名され、本校から初のプロ野球選手誕生。
- 2006年、二塁手部門で本間満がファン投票1位となり、本校から初のプロ野球オールスター戦出場を果たす。
- 2018年（平成30年）4月1日 - 留萌市立北光中学校を併合[2]

## 教育目標
- 集団活動を大切にし、互いを認め合い、支え合う生徒（認め合い）
- 常に自分を見つめ、自律心をもち明るく生活する生徒（自律心）
- 自らの目標や課題解決に向かい、粘り強く取り組む生徒（継続する力）

## 所在地
〒077-0037 北海道留萌市沖見町2丁目141番地

## 周辺
- 留萌市役所